# Oenopota nunivakensis
Oenopota nunivakensis är en snäckart som först beskrevs av Dall 1919.  Oenopota nunivakensis ingår i släktet Oenopota och familjen kägelsnäckor. Inga underarter finns listade i Catalogue of Life.